# خوان اولمو
خوان اولمو (اسپانیایی: Juan Olmo‎؛ زادهٔ ۵ مارس ۱۹۷۸ ‏(۴۷ سال)) دوچرخه‌سوار اهل اسپانیا است.